# Gonzalo Trancho
Gonzalo Javier Trancho Gayo (Madrid, 8 de febrero de 1955) antropólogo español.
Es licenciado en biología por la UCM, donde también se doctoró en 1986 con un trabajo de biología celular sobre poblaciones nilótidas. Es profesor titular del departamento de Zoología y Antropología de la facultad de Biología de la UCM y miembro de la Asociación Española de Paleopatología. Ha participado en numerosas investigaciones tanto en España como en otros países (por ejemplo, El hombre arcaico costero: su biodiversidad y bioadaptación, en Chile) .
Actualmente imparte la asignatura de Antropología Física: Aplicaciones en Arqueología en la facultad de Geografía e Historia junto con, el también experto, Víctor Fernández Martínez.